# 毒盛る
「毒盛る」（どくもる）は、日本のヴィジュアル系バンド、R指定が2011年7月20日に発売した、通算7枚目となるシングル。

## 概要
- 2011年、第2弾シングル。前作「ソメイヨシノ」から4か月後にリリースされた。
- 通常盤と初回限定盤の2形態でのリリースで、初回限定盤には表題曲「毒盛る」のPVとメイキング映像が収録されたDVDが封入されている。
- 本作発売から6年後に、本作の続編とも言えるシングル「毒廻る」が12月13日に発売された。

## 収録曲

### CD

#### 初回限定盤
1. 毒盛る
13thシングル「スロウデイズ」の初回限定盤のDVDには、ツアー『サラバココロノ病ミ』の2012年6月10日の赤坂BLITZ公演のライブの映像が、ビデオ・クリップ集『映像盤。』の初回限定盤には、ツアー『Tour ”DOKUMORU”』の最終公演であった2011年8月8日の東京豊島公会堂公演のライブの映像が収録されている。なお、PVは本作の他にも、ビデオ・クリップ集『映像盤。』にも収録されている。
2. ブラックメルヘン

#### 通常盤
1. 毒盛る
2. ブラックメルヘン
3. Air・・・
通常盤のみの収録。

### 初回限定盤DVD
1. 毒盛る PV
2. 毒盛る PV Making

## 収録アルバム
オリジナルアルバム
- 『日本沈没』(#1)

## 収録映像作品
PV収録作品
- 『映像盤。』(#1)

ライブ映像収録
- 『映像盤。』(#1,初回限定盤のみ)